# Jean Brumauld de Beauregard
Jean Brumauld de Beauregard (né le 2 novembre 1749 à Poitiers - mort dans la nuit du 25 au 26 novembre 1841) est un prêtre réfractaire qui devint évêque d'Orléans.

## Biographie
Il est le huitième de treize enfants de Jean-Charles de Beauregard, originaire de l’Angoumois, subdélégué général de l'intendance de Poitiers, et d'Anne-Françoise Renée de la Garde. 
Il est élève au collège de Poitiers, devient à treize ans chanoine de l’église Notre-Dame-la-Grande de Poitiers et quatre ans plus tard séminariste de Saint-Sulpice, où son frère André, son aîné de trois ans, étudiait déjà. Nommé chanoine de Luçon, il reçut en 1773 le titre de docteur en théologie à La Sorbonne. En 1775, il était ordonné prêtre de Luçon, et Marie-Charles-Isidore de Mercy l'éleva au rang de vicaire général.
Pour avoir refusé de prêter serment à la Constitution civile du clergé, il est exilé sur un décret de la Convention visant 33 prêtres de la région, et trouve refuge en Angleterre le 14 janvier 1793. Son frère André fut exécuté par les Conventionnels peu avant les événements de Thermidor.
Il est débarqué clandestinement à Saint-Jean-de-Monts le 10 juillet 1795 par un navire anglais, en compagnie de l'abbé Mathieu de Gruchy et de quatre émigrés : Bascher, La Bassetière, Kersabiec et un neveu de Charette. Le 17 juillet, il arrive à Belleville, le quartier-général de Charette. Le 4 août, il tient une réunion avec ce dernier au Poiré-sur-Vie. Il est alors chargé par Mercy de préparer un synode et d'assurer l'administration du diocèse, avec l'aide de l'abbé Charette de La Colinière, cousin du général. 
Il prêche par toute la Vendée jusqu'à ce qu'un jour de 1797, il soit dénoncé parce qu’il a célébré une messe. Il est jugé au tribunal de Poitiers et condamné aux travaux forcés. Déporté en Guyane, il écrit Pauvre exilé ! … où il raconte son séjour et les personnes rencontrées dont Malenfant qu'il décrit comme un homme fougueux et turbulent mais courageux. Libéré en 1800 il débarque à Bordeaux. L'évêque concordataire Bailly l'affecte d'abord à la cure de Poitiers, avec les fonctions de vicaire général du diocèse.
À la fin de l'année 1822, il est nommé évêque d'Orléans par Louis XVIII, et consacré dans la chapelle d'Issy par Hyacinthe-Louis de Quélen.
Il remet sa démission au pape Grégoire XVI, qui l'accepte le 16 février 1839.

## Écrits
- Mémoires de Mgr de Beauregard (1842), 2 vol., Poitiers, impr. de Saurin Fr. [lire en ligne]